# Hornos
Hornos là một đô thị trong tỉnh Jaén, Tây Ban Nha. Theo điều tra dân số 2005 (INE), đô thị này có dân số là 657 người.
38°13′B 2°43′T / 38,217°B 2,717°T